# Cao Hoài Đức
Cao Hoài Đức (高懷德; 926 - 982), tự Tàng Dụng (藏用), người Chân Định, Hà Bắc, là tướng lĩnh nhà Hậu Chu và Bắc Tống trong lịch sử Trung Quốc.

## Thời Hậu Chu
Cao Hoài Đức là con trai của Cao Hạng Châu (高行周), một vị tướng dưới triều Hậu Chu, khí phách anh hùng, rất hiểu âm luật (Cao Hoài Đức có thể tự sáng tác nhạc khúc). Năm 18 tuổi, ông cùng cha dẫn quân ra bắc ngăn chặn sự xâm lược của nhà Liêu. Tại Thích Thành (戚城, gần Bộc Dương, tỉnh Hà Nam ngày nay), Hạng Chu bị bao vây và không có viện trợ, Hoài Đức đã chiến đấu một cách anh dũng, liều mình giải vây cho cha.
Năm 957, quân Hậu Chu tiến quân vào Thọ Huyện (tỉnh An Huy ngày nay), vùng đất của Nam Đường. Vào ban đêm, Hoài Đức cùng một số người lính đã vượt Hoài Hà để thám thính tình hình và bắt được một người lính của quân Nam Đường, tên này đã khai hết những gì hắn biết. Khi Hậu Chu Thế Tông đang xem cuộc chiến từ trên cao, bắt gặp một vị tướng, tay cầm ngọn giáo, chiến đấu với kẻ thù, ông nhận ra ngay đó là Cao Hoài Đức.
Cao Hoài Đức và Thạch Thủ Tín (石守信) đã cùng nhau đánh bại nhà Bắc Hán, mở đường cho Triệu Khuông Dẫn thống nhất đất nước, lập ra nhà Tống.

## Làm rể nhà Tống
Triệu Khuông Dẫn rất yêu mến Cao Hoài Đức, nên sau khi lên ngôi, ông quyết định chọn Hoài Đức làm chồng cho em gái của mình, Yên Quốc Trưởng công chúa (燕國長公主). Vốn trước kia công chúa có một đời chồng là Mễ Phúc Đức (米福德) nhưng lại qua đời, công chúa tuy mới hơn 20 nhưng phải chịu cảnh goá. Khi gặp Cao Hoài Đức, Trưởng công chúa khéo léo ca ngợi để thể hiện thiện cảm với ông cho hoàng huynh Thái Tổ biết. Thái Tổ hiểu ý em mình nên mới tác hợp cho cả hai với nhau. Cao Hoài Đức cũng mất vợ nên nghe tin này ông rất vui mừng.
Cao Hoài Đức qua đời tại Tào Huyện, (Sơn Đông ngày nay) thọ 56 tuổi. Thuỵ là Vũ Mục (武穆).

## Gia thất
- Cha: Tần Vũ Ý vương Cao Hạng Châu (秦武懿王高行周)

### Thê tử
- Yên Quốc Trưởng công chúa (燕國長公主)

### Con cái
- Cao Xử Cung (高處恭)
- Cao Xử Tuấn (高處俊)